# Burgh
Burgh var namnet på den autonoma enhet med lokalt styre i Skottland som representerades i Skottlands parlament. 
Olika slag av burghs har förekommit från 1100-talet fram till avskaffandet 1975, när en ny regional indelning infördes i landet. En burgh var ofta, men inte alltid, en stad.